# Stanisław Żółkiewski
Stanisław Żółkiewski (Turynka,1547 - Cerora, 1620. október 7.) Lubicz nembeli lengyel nemes, mágnás, katonai parancsnok és a Lengyel Korona kancellárja a Lengyel–Litván Unió idején, aki számos hadjáratban vett részt annak déli és keleti határain.
Magas tisztségeket töltött be az állam közigazgatásában, többek között a lwówi várnagy (1590-től), a kijevi vajdaság kormányzója és a korona nagykancellárja (1618-tól). 1588-tól hetmanná, 1618-ban pedig a korona nagyhetmanjává léptették elő. Pályafutása során jelentős csatákat nyert Svédország, az Orosz Cárság, az Oszmán Birodalom és a tatárok ellen. Żółkiewski legismertebb győzelme az 1610-es klusinói csatában aratott egyesített orosz és svéd erők feletti győzelem volt, amelynek nyomán a lengyelek elfoglalták és megszállták Moszkvát.
Az oszmánok elleni 1620-as cecorai csatában halt meg, miután állítólag megtagadta a visszavonulást. Az amúgy is híres Żółkiewski hírnevét tovább növelte hősies halála. A történetírás mint a Lengyel-Litván Nemzetközösség egyik legkiválóbb hetmanjaként és hadvezéreként emlékszik rá.

## Élete

### Fiatalkora
Stanisław Żółkiewski 1547-ben született Turynka faluban (az akkori Lengyel-Litván Nemzetközösség, ma Nyugat-Ukrajna) a Lubicz címeres Stanisław Żółkiewski ruszin vajda és Zofia Lipska gyermekeként. Születésének pontos dátuma ismeretlen, sőt még az évszám is vitatott: a legtöbb forrás 1547-ben állapodik meg, bár néhányan 1550-re teszik azt.
Żółkiewski Lwówban járt a székesegyház iskolájába. Sok kortársával ellentétben nem rendelkezett felsőfokú végzettséggel, és nem utazott külföldre. Tanulmányait azonban önállóan folytatta, és különösen a történelem és a történelmi irodalom érdekelte. 1566-ban csatlakozott II. Zsigmond Ágost király udvarához, a király titkárának, Jan Zamoyskinak a segédjeként. 1566-ban megismerkedett a az exekucionista mozgalommal, amely számos reformot szorgalmazott, köztük katonai reformokat is. 1573-ban részt vett a franciaországi diplomáciai misszióban, amelyet az újonnan megválasztott III. Henrik francia királyhoz küldtek, majd visszafelé Bécsbe küldték, hogy a Habsburgokat megbékítse.

### Korai pályafutása
Żółkiewski első katonai tapasztalatait Báthory István király alatt szerezte a danzigi felkelés során, ahol egy rota lengyel huszár parancsnoka volt Ezt követően részt vett Báthory livóniai hadjáratában, harcolt Polack, Rossony, Velizs és Pszkov ostrománál. Żółkiewski e hadjáratok befejezése után is fenntartotta politikai szövetségét a Zamoyski családdal, különösen a Zborowscy-családdal való konfliktusukban. 1584. május 11-ről 12-re virradó éjszaka elfogta Samuel Zborowskit, akinek későbbi kivégzése sok vitát váltott ki. Żółkiewski hírhedté vált az incidensben játszott szerepe miatt, és eme tett heves viták tárgya volt az 1585-ös szejm alatt.
1588-ban, a lengyel örökösödési háború során, amely III. Vasa Zsigmond és III. Habsburg Miksa frakciói között zajlott, Żółkiewski Zsigmondot támogatta. A pischeni csatában a Nemzetközösség csapatainak jobbszárnyát irányította, és a csata során olyan térdsérülést kapott, amely miatt élete hátralévő részére lesántult. A csatában játszott szerepéért korona-hetmanná nevezték ki, és Hrubieszów sztarosztája lett.

### Hetmanként

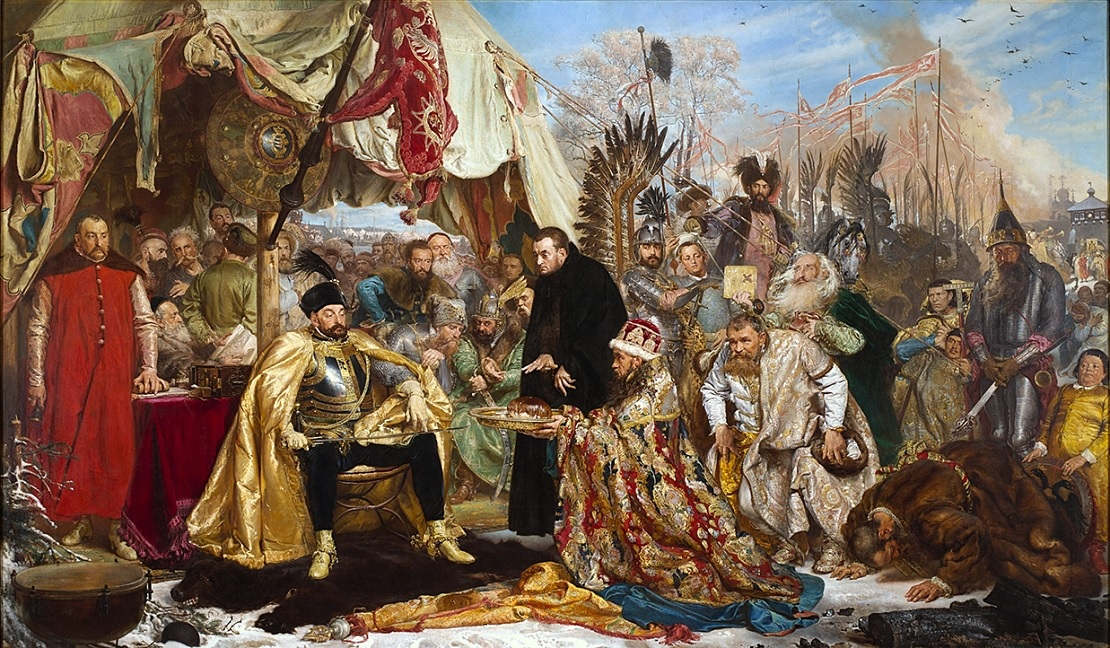
Rettegett Iván megadja magát Báthorynak Pszkovnál. A kép közepén álló szárnyas huszár Stanisław Żółkiewski (Jan Matejko festménye)

Nem sokkal azután, hogy hetman lett, Żółkiewskit Ukrajnába küldték, hogy visszaverjen egy tatár inváziót. 1590-ben Lwów várnagya lett, de a tatárok elleni katonai erősítésre vonatkozó kérései meghallgatás nélkül maradtak.
1595-ben Żółkiewski részt vett a moldvai lengyel–török háborúban és a Prut folyó melletti cecorai csatában. A következő évben leverte Severin Nalivajko kozák felkelését. Köztudottan megértette a kozákok sérelmeit, és általában a velük folytatott békés tárgyalásokat támogatta. Amikor a kozákok átadták neki Nalivajkot és a felkelés más vezetőit, garantálta számukra a méltányos bánásmódot. Nalivajkót azonban később Varsóban kivégezték, a lengyel katonák csőcseléke pedig lemészárolta a többi foglyot, ami a lengyel-kozák kapcsolatok megromlásához vezetett. 1600-ban Żółkiewski visszatért Moldvába, ahol részt vett a győztes bukowói csatában.
1601-ben Żółkiewski északon, Livóniában tevékenykedett a svéd–lengyel háborúban. 1602-ben részt vett Wolmar sikeres ostromában, és 1602-ben Fellin bevételében is. Ugyanebben az évben lengyel erőket vezetett a revali csatában, amely Biały Kamień ostrománál végül svéd kapitulációhoz vezetett. Ám a hadjárat vége felé megbetegedett, és kénytelen volt átadni erőinek parancsnokságát Jan Karol Chodkiewicz hetmannak.
1606-ban Żółkiewski visszatért Ukrajnába, ahol az Udycz melletti csatában legyőzte a tatárokat. Még ugyanebben az évben úgy döntött, hogy támogatja a királyt a Zebrzydowski-lázadás során. Döntése nem volt egyértelmű, mivel mentora, Zamoyski nem támogatta a királyt. Ráadásul rokonságban is állt a Zebrzydowski-családdal, és szimpatizált a lázadók egyes érveivel. A guzówi csatában a királyi erők balszárnyát irányította, de csapatai viszonylag kis részt vállaltak a csatában. A király nem volt elégedett Żółkiewski teljesítményével, ezért nem adta meg neki az általa áhított nagykorona hetmanja címet, bár kinevezte kijevi vajdává.
1609 második felében részt vett a lengyel-orosz háborúban. 1609-ben támogatta IV. Ulászló orosz cárrá választását, valamint a Nemzetközösség és az Orosz Cárság (a Lengyel–Litván–Moszkvai Nemzetközösség) közötti perszonálunió gondolatát.  Az 1610-es De la Gardie hadjárat során újabb jelentős győzelmet aratott az egyesített orosz és svéd erők ellen a klusinói csatában. 1610-ben Żółkiewski sikeres hadjárata eredményeként elfoglalta Moszkvát, és foglyul ejtette IV. Vaszilij orosz cárt és testvéreit, Ivan Sujszkijt és Dmitrij Sujszkijt. Zsigmond azonban elutasította a hetman politikai tervét, amely megkövetelte volna Ulászlótól az ortodoxiára való áttérést.
Oroszországból való visszatérése után kezdte el megírni emlékiratait. Az 1612-ben megjelent Początek i progres wojny moskiewskiej (A moszkovita háború kezdete és előrehaladása) Zsigmond politikájának kritikája volt. 1612-ben Stanisław Koniecpolski, a későbbi hetman és katonai parancsnok tanára és nevelője lett. Ugyanebben az évben visszatért Ukrajnába, hogy megvédje azt a folyamatos tatár és moldvai betörések, valamint a kozák zavargások ellen. 1616-ban egy szejm alkalmával előterjesztette O chowaniu żołnierza kwarcianego (A kwarciane katonák felemeléséről) című tervezetét, amelyben amellett érvelt, hogy nagyobb hadsereget kell felállítani a tatárok és a kozákok ellen. A tervezetet azonban az országgyűlés nem hagyta jóvá.

### Utolsó évei és halála

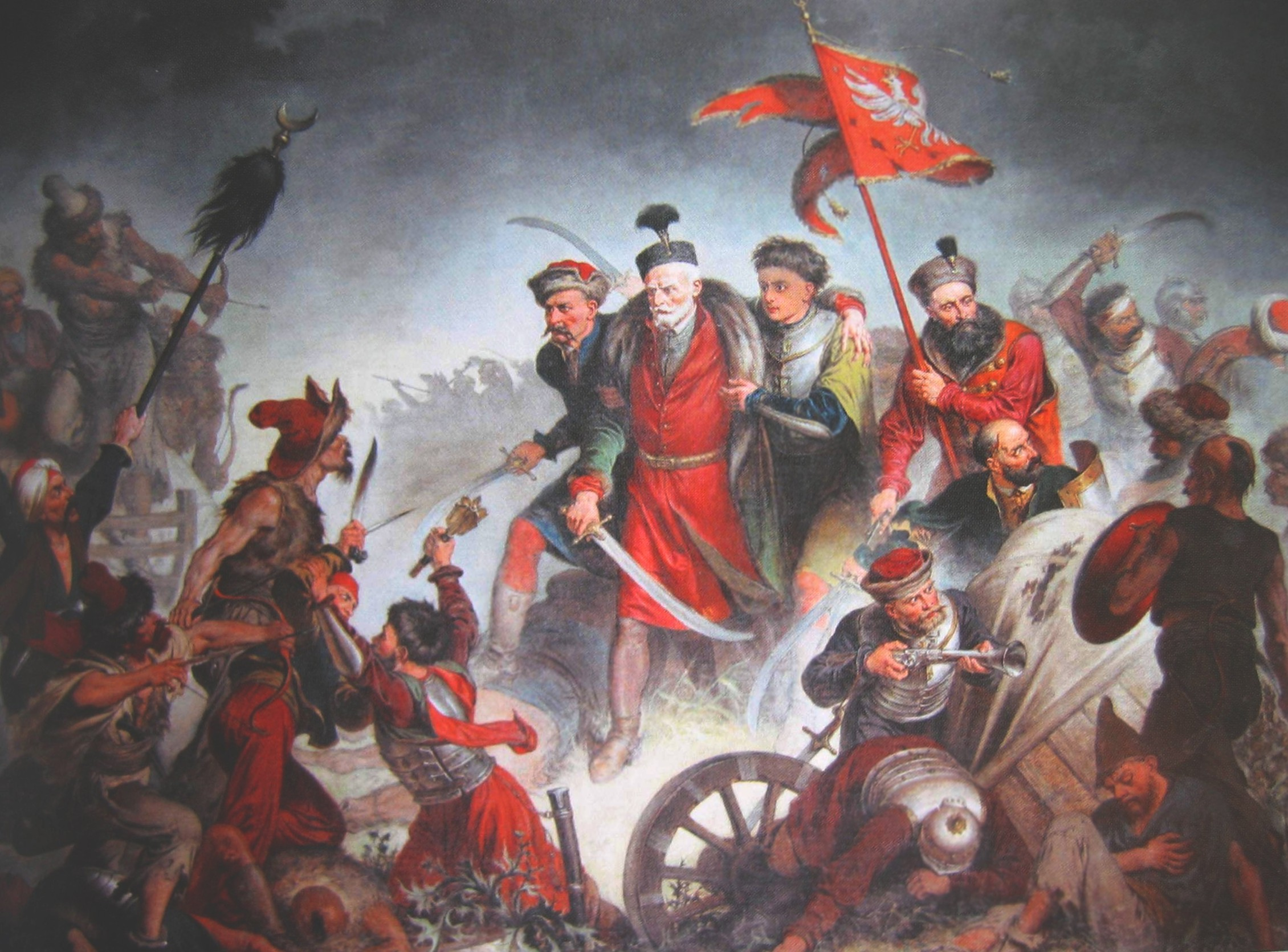
Stanisław Żółkiewski és gyóntatójának, Szymon Wybierski atyának halála a cecorai csatában (Walery Eljasz Radzikowski festménye)

Żółkiewski népszerűsége pályafutása utolsó éveiben csökkent. Azzal vádolták, hogy nem támogatta Samuel Koreckit az 1616-os Sasowy Róg-i csatában, hogy 1617-ben aláírta a jarugai (buszai) békeszerződést, amely egyes határvidékeken átadta a befolyást Moldvának és az Oszmán Birodalomnak; és hogy nem állította meg a tatárokat az 1618-as orinini csatában. 1618-ban azonban végül megkapta az általa áhított nagykorona hetmanjának járó buławát, majd nem sokkal később a nagykorona kancellárjának tisztségét. 1618-ban így rövid ideig a király után ő volt a Nemzetközösség leghatalmasabb vezetője, és ezt a pozíciót nem vagyon vagy család révén, hanem pusztán katonai teljesítménye és hírneve révén érte el.
Annak ellenére, hogy több mint 70 éves volt, katonai parancsnokként a végsőkig aktív szolgálatot teljesített. 1620. október 7-én halt meg, a törökök elleni második cecorai csata utáni visszavonulás közben, a moldvai hadjáratok végét jelentő újabb lengyel-török háború során. A csata több ütközetből állt, amelyekben a lengyel erőket szétverték. Az utolsó összecsapás során Żólkiewski elesett; egy anekdota szerint nem volt hajlandó visszavonulni, inkább a végsőkig az utóvédek között maradt. Halála előtt áldást kapott gyóntatójától, Szymon Wybierski (Wybierek) jezsuita atyától, aki rettenthetetlenül mellette állt.
A csata után Żółkiewski holttestét meggyalázták, levágták a fejét, és háborús trófeaként Konstantinápolyba küldték. Özvegye megvásárolta a holttestét a törököktől, és váltságdíjat  ajánlott a csatában fogságba esett fiukért. Żółkiewskit az általa felvirágoztatott Żółkiew (ma Zovkva, Ukrajna) város Szent Lőrinc-templomában temették el, nem messze az általa építtetett Żółkiew-kastélytól.

## Emlékezete
Żółkiewski hősies halála – amelyet kortársai, például Teofil Szemberg és Stanisław Witkowski számos műalkotásukban ábrázoltak – csak növelte hírnevét, és biztosította számára a helyet a leghíresebb lengyel katonai parancsnokok panteonjában. A halálát követő években olyan írók említették őt műveiben, mint Stefan Żeromski, Józef Szujski, Julian Ursyn Niemcewicz és Maria Konopnicka. A mai napig a halálának története az életének legjobban megörökített aspektusa, számos forrás tárgyalja „Żółkiewski legendáját.”
Halálának helyszínén (ma Călărășeuca, Moldova) fia, Jan 1621-ben emlékművet emelt, melyre egy Horatius-idézetet írtak: „Quam dulce et decorum est pro patria mori” (Milyen édes és illő meghalni a hazáért). 1868-ban az emlékművet az oroszok lerombolták, 1912-ben viszont a lengyelek újjáépítették, 2003-ban pedig felújították. A moldvai lengyel kisebbség által szervezett rendezvények helyszíne. Az emlékmű a moldvai lengyel kisebbség által szervezett rendezvények színhelye. Az emlékművet 1868-ban lerombolták, 1912-ben újjáépítették, 2003-ban pedig felújították.
1903-ban Źółkiewski szobrát állították fel Źółkiewben, de azt 1939-ben a szovjet csapatok Lengyelország szovjet megszállását követően lerombolták. A modern Lengyelországban Źółkiewskit katonai hősként ünneplik, de a modern Oroszországban az egység napja alkalmából éppen az általa a moszkvai helyőrségbe telepített lengyel csapatok megadásának évfordulóját ünneplik. A Szent Lőrinc-templomot és a Źółkwiai várat 2011-ben lengyel és ukrán restaurátorok felújították.

## Fordítás
- Ez a szócikk részben vagy egészben  a   Stanisław Żółkiewski című angol Wikipédia-szócikk ezen változatának fordításán alapul.  Az eredeti cikk szerkesztőit annak laptörténete sorolja fel. Ez a jelzés csupán a megfogalmazás eredetét és a szerzői jogokat jelzi, nem szolgál a cikkben szereplő információk forrásmegjelöléseként.